# كحالة
كحالة هي قرية لبنانية من قرى قضاء عاليه في محافظة جبل لبنان. كحالة يسكنها أكثر من 13,000 نسمة في مساحة 5,000,000 متر مربع.